# 伊斯特拉区

伊斯特拉区位置

伊斯特拉区（俄语：И́стринский райо́н），俄罗斯联邦莫斯科州的一个行政区，位于莫斯科市以西。总面积1,268.97平方公里，总人口119,641（2011年）伊斯特拉河流经该区。行政中心位于伊斯特拉。